# Dorian Gray (színművész)
Dorian Gray, született Maria Luisa Mangini, (Bolzano, Dél-Tirol, Olasz Királyság, 1928. február 2. – Torcegno, Trentino, 2011. február 15.) olasz színésznő.

## Élete

### Származása
1928-ban született Bolzanóban. (Ő maga később azt híresztelte, hogy 1936-ban született, ezt az olasz sajtó nagy része átvette.) A „Dizionario del cinema italiano” közli igazolt születési évét, 1928-at.
Attilio Mangini és Flora Divina leánya volt.

### Színésznői pályája
Balett-táncosnak indult. A milánói Scalában Milloss Aurél (1906–1988) keze alatt tanult. 22 évesen (egyes sajtóközlésekben 14 évesen) kezdett táncosnőként dolgozni. Fiatal szubrettként debütált milánói varietékben és zenés kabarékban. Ezután Pina Renzinél tanult színészmesterséget. Az 1950–1951-es évadban leszerződtették Orio Vergani és Dino Falconi „Votate per Venere” című színpadi revühöz, Erminio Macario és Gino Bramieri táncos-komikus színészekkel együtt. Az előadással Párizsba is eljutott. Mangini olyan sikerrel szerepelt, hogy az 1952–1953-as évadra a hírneves „Garinei & Giovannini” író-rendező-producer páros (azaz Pietro Garinei és Sandro Giovannini) szerződtette Rómába, a Teatro Sistina társulatába, a „Gran Baldoria” zenés varieté előadáshoz, amelynek sztárja Wanda Osiris volt.
Közben felkapták a filmrendezők is, színpadi megjelenései mellett több kisebb-nagyobb filmszerepet is kapott. 1955-ben a „Passo Doppio” zenés-táncos vígjátékban együtt játszott Raimondo Vianellóval és Ugo Tognazzival. Kiváló kritikákat kapott. Mégis ez volt utolsó színpadi fellépése, ezután csak filmekben akart szerepelni. Első filmjeiben a „félénk, ártatlan szőkeség” karakterét alakította, de egyre gyakrabban a titokzatos szépség, a végzet asszonya („femme fatale”) alakjában jelent meg. Fontosnak tartotta szépségének megőrzését, hangsúlyos megjelenítését. Felvette a „Dorian Gray” művésznevet, Oscar Wilde regényéből, a Dorian Gray arcképéből a férfi címszereplő nevét. Sajtójelentések szerint névválasztása tudatos volt: a regénybeli Dorian Gray szintén mindenek fölé helyezi saját külső szépségét.

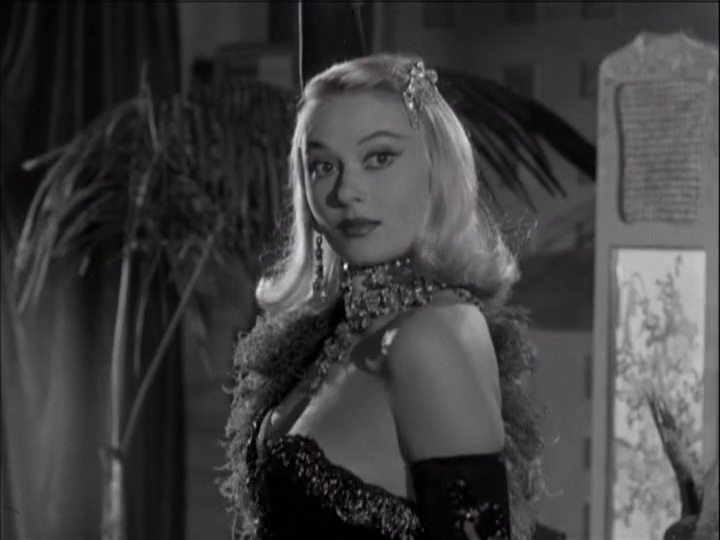
Doriana szerepében, az 1955-ös Il piacció-ban

Camillo Mastrocinque rendező három 1956-os filmvígjátékában játszott női főszerepet a híres Totò és Peppino De Filippo mellett, köztük a Toto hagyja vagy rádupláz-ban és a Totò, Peppino e la… malafemmina-ban, ahol ő játszotta „malafemminát”, a „rossz életű leányzót”. Ugyanabban az évben Giorgio Simonelli rendező Guaglione c. zenés romantikus filmjében az ekkor még Mario Girotti néven játszó Terence Hill mellett alakította az egyik női főszerepet, Nadiát.
Nemzetközi hírű rendezők drámai szerepeket adtak neki. Michelangelo Antonioni 1957-es A kiáltás című filmdrámájában ő volt Virginia, a hűvös benzinkutas lány. (Olasz hangját Monica Vitti adta). Fontos szerepet (Jessyt) kapta Fellini Cabiria éjszakái c. filmdrámájában is, Giulietta Masina és François Périer mellett.
Luigi Comencini 1958-as Veszélyes feleségek című filmjében Sylva Koscinával rivalizált Renato Salvatoriért. Itt nyújtott alakításáért megkapta a legjobb női mellékszereplőnek járó Ezüst Szalag díjat. Dino Risi 1960-as A matador című vígjátékában Vittorio Gassman partnere volt. Mario Camerini 1960-ban bemutatott Crimen című vígjátékában is ő vitte a női főszerepet, három férfi sztárral, Alberto Sordival, Vittorio Gassmannal és Nino Manfredivel körülvéve. Vittorio Sala rendező 1960-as Az amazonok királynője c. kalandfilmjében is ő kapta Antiopé főszerepét, Rod Taylor ausztrál-amerikai sztár mellett.
1962-ben szerepelt Tom Pevsner angol rendező Az állhatatos feleség c. német-svájci vígjátékában, mely William Somerset Maugham színművéből készült, Lilli Palmerrel és Peter van Eyckkel. Stewart Grangerrel játszott Frank Wisbar rendező Marcia o crepa (Menni vagy meghalni) című idegenlégiós kalandfilmjében.

### Visszavonulása
1963-ig filmszerepei sűrűn követték egymást. Az 1960-as évek elején viszonyba keveredett a nála húsz évvel idősebb Arturo Tofanelli (1908–1994) író-újságíróval, több milánói magazin tulajdonos-főszerkesztőjével, aki házasember volt. 
1962-ben Gray teherbe esett Tofanellitől. Gyermekének 1963-as születése után már csak két filmben szerepelt: 1965-ben a Segítség! Gyilkos! című krimivígjátékban, majd 1967-ben utoljára még főszerepet játszott egy olasz bűnügyi filmdrámában, az I criminali della metropoli-ban, melyet Gino Mangini rendezett.
Ezután teljesen felhagyott a színészi munkával, visszavonult a trentinói Torcegno városba, ahol egyik nagybátyja élt. A Mocchi városrészben fényűző villát építtetett magának. Fiát, Massimo Arturo Tofanellit, itt nevelte fel. A világtól elvonulva élő színésznő életének későbbi évtizedeiről nincs információ. Gyermekének apja, Arturo Tofanelli 1970-ben (harmadszor) is megnősült, más nőt vette el és 1994-ben elhunyt.

### Halála
2011. február 15-én, két héttel 83. születésnapja után Gray egy lőfegyverrel öngyilkosságot követett el és meghalt. 
Az olasz sajtóhírek 75 évesnek írták le, az 1936-os hamis születési éve alapján. Egy nekrológ így emlékezett rá: „nem tudta elviselni az ránehezedő életkor súlyát, amely menthetetlenül lerombolja a fiatalság szépségét, ahogyan Oscar Wilde regényhőse, Dorian Gray, akinek férfinevét maga választotta művésznévnek, szintén nem tudta elviselni szépségének romlását.” 
Torcegno temetőjében helyezték örök nyugalomra.

## Filmszerepei
- 1951: Accidenti alle tasse!!; Margot
- 1951: Amo un assassino; Vandina
- 1951: Anema e core; Cocciaglia barátnője
- 1952: Vendetta… sarda; Columba Porchiddu
- 1952: La regina di Saba; Ati
- 1952: Lo sai che i papaveri; ruhatárosnő
- 1955: Io piaccio; Doriana Paris
- 1956: Toto hagyja vagy rádupláz (Totò lascia o raddoppia?); Ellen
- 1956: Totò, Peppino e la… malafemmina; Marisa Florian, a „rossz életű lány”
- 1956: Guaglione; Nadia Lanti
- 1956: Toto, Peppino és a törvényenkívüliek (Totò, Peppino e i fuorilegge); Valeria
- 1957: Cabiria éjszakái (Le notti di Cabiria); Jessy
- 1957: A kiáltás (Il grido); Virginia
- 1958: Domenica è sempre domenica; Luciana
- 1958: Veszélyes feleségek (Mogli pericolose); Ornella
- 1958: Nyár… Nők… Férfiak (Racconti d’estate); Dorina
- 1959: Vacanze d’inverno; Carol Field
- 1959: Brevi amori a Palma di Majorca; Hélène
- 1959: Le sorprese dell’amore; Desdemona / Didì
- 1960: A matador (Il mattatore); Elena
- 1960: Az amazonok királynője (La regina delle Amazzoni); Antiopé
- 1960: Il carro armato dell’8 settembre; a szubrett
- 1960: Crimen; Eleonora Franzetti
- 1961: Mani in alto; Pupina Micacci
- 1961: Gli attendenti; Lauretta
- 1962: Az állhatatos feleség (Finden sie, daß Constanze sich richtig verhält?); Marie-Louise Jörgensen
- 1962: Peccati d’estate; Irene
- 1962: Marcia o crepa; Nora
- 1965: Segítség! Gyilkos! (Thrilling); Veronique
- 1967: I criminali della metropoli; Denise

## Elismerései, díjai
- 1958: Ezüst Szalag díj a legjobb női mellékszereplőnek, a Veszélyes feleségek-ben nyújtott alakításáért.

## További információ
- Dorian Gray a PORT.hu-n (magyarul)
- Dorian Gray az Internetes Szinkronadatbázisban (magyarul)
- Dorian Gray az Internet Movie Database-ben (angolul)
- Dorian Gray a Rotten Tomatoeson (angolul)
- Dorian Gray. Filmkatalógus.hu (magyarul)
- Dorian Gray az AlloCiné weboldalán (franciául)
- Dorian Gray Profile (angol nyelven). famousfix.com. (Hozzáférés: 2023. augusztus 3.)
- Dorian Gray actress. AllMovie.com